# Luke Slater
Pour les articles homonymes, voir Slater.
Luke Slater (né le 12 juin 1968 à Reading) est un musicien britannique de musique techno.
Batteur rock progressif à l'âge de 12 ans, il découvre adolescent l'electro, la house et la techno. Il sort ses premiers morceaux dès 1989, puis de nombreux titres sous différents pseudonymes (Clémentine, 7th Plain, Planetary Assault Systems, etc.) sur plusieurs labels (dont Peacefrog Records). Il sort en 1997 son premier album, Freek Funk chez Novamute, puis Wireless en 1999.